# Bestanddeel (recht)
Een bestanddeel in het strafrecht is een zinsnede uit een delictsomschrijving. In het Nederlandse Strafrecht is sprake van vier verschillende soorten bestanddelen: subjectief bestanddeel, objectief bestanddeel, geobjectiveerd bestanddeel en een stilzwijgend bestanddeel.

## Subjectief bestanddeel
Een subjectief bestanddeel is een bestanddeel dat altijd is toegespitst op de geestesgesteldheid van de dader. Met andere woorden, de opzet of schuld. Voorbeelden van subjectieve bestanddelen in delictsomschrijvingen zijn: "opzettelijk" of "het oogmerk op".

## Objectief bestanddeel
Een objectief bestanddeel is een bestanddeel dat (logischer wijs) niet op de geestesgesteldheid van de dader is gericht. Het gaat hier voornamelijk om, zoals de naam aangeeft, objectieve feiten in de delictsomschrijving. Voorbeelden hiervoor zijn: "enig goed", "wederrechtelijk", "dood" of "geheel of ten dele". Hiervan zijn nog veel meer voorbeelden te noemen.

## Schuldverband en geobjectiveerd bestanddeel
Tussen beide soorten bestanddelen bestaat vaak een schuldverband, een verband waarbij een subjectief bestanddeel betrekking heeft op een objectief bestanddeel. Denk hierbij bijvoorbeeld aan de opzet. De opzet zou namelijk niets zijn als er niet een objectief bestanddeel zoals "diefstal" aanwezig is. Er is hier dus sprake van verband tussen beide soorten bestanddelen. Soms zijn er objectieve bestanddelen die geen betrekking hoeven te hebben met een subjectief bestanddeel. Dit zijn de zogenaamde geobjectiveerde bestanddelen. Deze soort bestanddelen komen vaak voor in delictsomschrijvingen waar sprake is van efficiënte wetgevingstechniek. Er worden in 1 delictsomschrijving meerdere strafbare feiten beschreven en dan zou het juist zijn als een subjectief bestanddeel, bijvoorbeeld de opzet, alleen gericht zou zijn op het geoogmerkte strafbare feit (dat een objectief bestanddeel is). De opzet is dus niet op de andere strafbare feiten/objectieve bestanddelen gericht. Deze overige bestanddelen zijn dan ook geobjectiveerde bestanddelen.

## Stilzwijgend bestanddeel
Een stilzwijgend bestanddeel is een bestanddeel dat niet zichtbaar is in een delictsomschrijving. Als je de delictsomschrijving leest, zou je dit bestanddeel niet lezen. Het bestanddeel is namelijk inbegrepen en wordt wel als een gewoon bestanddeel gezien. Een goed voorbeeld hiervoor is artikel 300 lid 1 Sr. Hier is geen vorm van opzet te lezen, maar is impliciet wel aanwezig. Als men namelijk iemand mishandelt, dan doet hij dat met opzet of niet. Waarom de wetgever dit niet uitdrukkelijk neerzet is onduidelijk.